# Fabià Puigserver i Plana
Fabià Puigserver i Plana (Olot, Garrotxa, 28 d'octubre de 1938 - Barcelona, 30 de juliol de 1991) fou un escenògraf, figurinista, actor, director teatral, activista i promotor català de les arts escèniques i de la cultura. Se'l considera una figura clau en la renovació del teatre català contemporani.
Els seus pares s'exiliaren en acabar la guerra civil espanyola, passant la infantesa a França i des del 1951 a Polònia, on es llicencià en escenografia a l'Escola Superior de Belles Arts de Varsòvia. El 1959 tornà a la ciutat de Barcelona i treballà un temps amb Andreu Vallvé i Ventosa, però s'establí pel seu compte i feu escenografies i figurins per a grups de cambra, universitaris o independents, i també amb l'ADB i l'Escola Adrià Gual. Es llicencià en escenografia a l'Institut del Teatre de Barcelona, on fou director del departament d'escenografia i membre de la Comissió d'Estudis. El 1976 fou un dels fundadors del Teatre Lliure. Tot i que se li va diagnosticar que patia sida el 1991, treballà incansablement en la rehabilitació de la seu del Palau de l'Agricultura, conegut des del 2001 com a Teatre Fabià Puigserver. El seu fons es conserva al Centre de Documentació i Museu de les Arts Escèniques.

## Biografia

### Infància i primera joventut
Fabià Puigserver neix a Olot. El 1939, el seu pare marxa amb l'exèrcit de la República i la família s'exilia a França. S'instal·len a Montpezat, prop de Tolosa de Llenguadoc. A França, la seva mare, Manó Plana —molt aficionada a l'òpera—, treballa com a cosidora i brodadora. L'any 1951, el seu pare, mecànic de professió i amb un creixent paper dins el PSUC a França, és deportat a Algèria, i més tard, per mitjà d'un comitè internacional de solidaritat, es trasllada a Varsòvia, on la família es reunifica.
Fabià descobreix la seva vocació pel teatre i la cultura ja en la infància. En el seu creixement com a artista va ser molt important tant el pòsit cultural adquirit en els seus primers anys com la formació que més tard rebrà a Polònia. A Varsòvia, a 14 anys, s'inscriu al Liceu d'Arts Plàstiques i més tard a l'Escola de Belles Arts, on cursa els estudis d'escenografia. En aquells moments Varsòvia és una ciutat amb un ambient cultural molt viu, desideràtum de la intel·lectualitat de l'Europa de l'Est. A Varsòvia fa una exposició amb les seves obres (pintures i dibuixos) i comença a fer teatre; col·labora en muntatges de Sadowski al Teatre Dramatyczny.

### Retorn a Barcelona i consolidació professional
El 1959 va tenir lloc el retorn familiar a Barcelona. Enyorat en un primer moment de la seva Varsòvia, lluny dels seus amics i abocat a un panorama teatral feble i dominat per la censura franquista, el jove Fabià fa esforços per situar-se i desenvolupar les seves inquietuds.

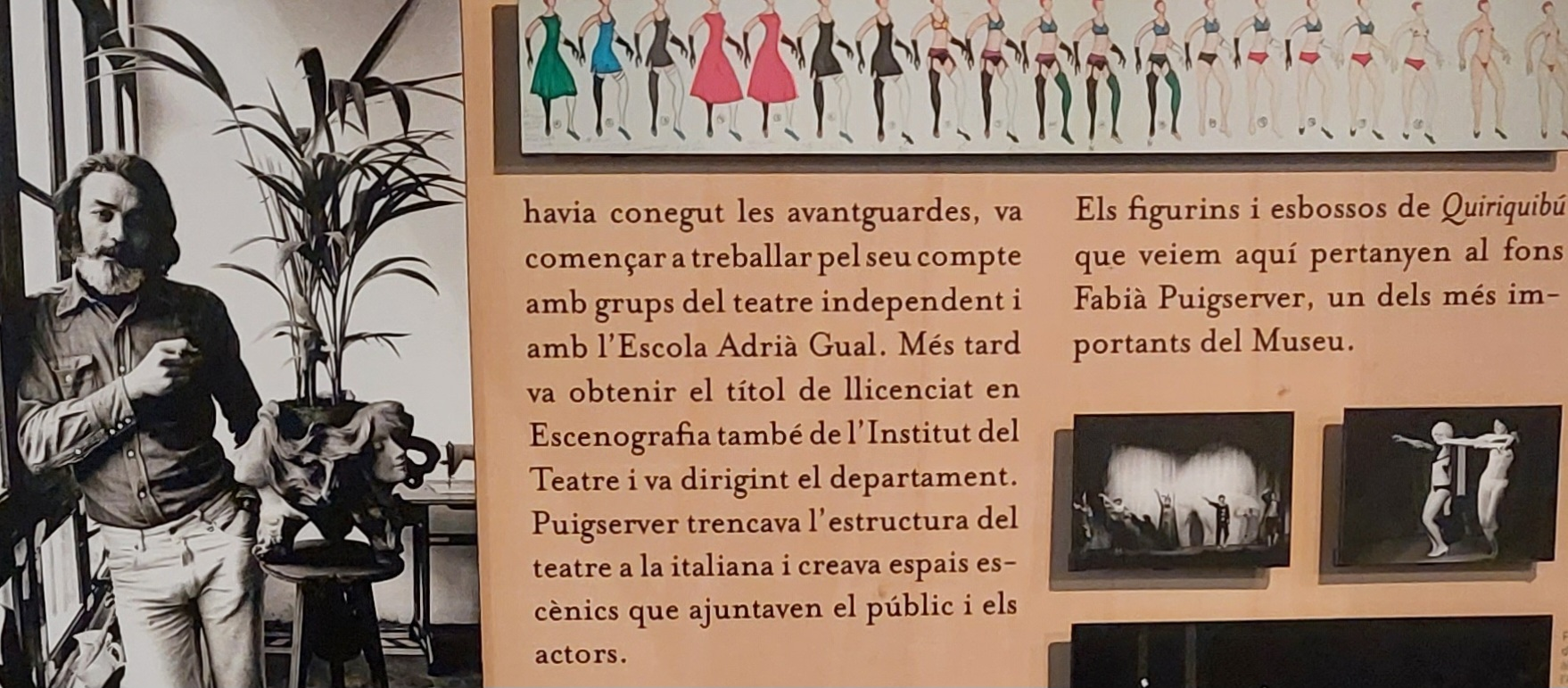
Fabià Puigserver en una exposició al MAE

L'any 1961, acabat el servei militar, entra en contacte amb l'Agrupació Dramàtica de Barcelona (ADB), on coneix Carlota Soldevila. Al mes d'octubre ingressa a l'Escola d'Art Dramàtic Adrià Gual (EADAG), on és alumne d'interpretació i direcció. Al mes de desembre d'aquell any estrena Les aventures d'en Massagran, de Josep M. Folch i Torres, amb el grup de teatre L'Esquirol de l'ADB, el seu primer encàrrec.
L'activitat a l'EADAG com a actor, escenògraf i figurinista li permetrà consolidar-se i contactar amb Josep Montanyès i Francesc Nel·lo. Aquesta etapa donarà molts fruits. En són un exemple estrenes com Algú a l'altre cap de peça, de Manuel de Pedrolo; La Dorotea, de Lope de Vega; i Primera història d'Esther i La pell de brau, de Salvador Espriu.
Un cop abandona l'escola, juntament amb Francesc Nel·lo, entre d'altres, endega el Grup de Teatre Independent (GTI), nascut a través de L'Òliba, grup dedicat al teatre per a infants. La nova etapa, que anirà del 1966 al 1970, és hereva de l'ADB i no es pot explicar sense l'experiència a l'EADAG, juntament amb la idea de teatre com a fet cultural i social que Fabià Puigserver va aprendre durant els anys polonesos.
El GTI assumeix el repte de presentar en un local estable (el Casino de l'Aliança del Poblenou) muntatges experimental, que 
no sempre reben el suport del públic. L'any 1970 comença a impartir classes d'escenografia a l'Institut del Teatre. Els anys següents és cap d'aquest departament, membre de la Comissió Coordinadora d'Estudis i director de tallers d'interpretació a l'Institut. Juntament amb Iago Pericot, la seva aportació és clau en la renovació dels estudis d'escenografia i en la formació de tota una generació d'escenògrafs.
L'any 1975, amb Josep Montanyès i Guillem-Jordi Graells, crea el Teatre de l'Escorpí, on fa el pas cap a la direcció escènica. Juntament amb Guillem-Jordi Graells, dirigeix una obra de Joan Brossa —Quiriquibú. Aquest any estableix per primera vegada tàndem professional amb Lluís Pasqual a través de la seva participació en La Setmana Tràgica.
L'activitat del teatre independent durant aquests anys s'havia consolidat amb companyies com Els Joglars i Comediants, i Fabià Puigserver volia fer un salt qualitatiu cap a la professionalització.

### Un nou teatre
Davant la manca de relleu generacional, l'any 1976 la cooperativa de consum gracienca La Lleialtat es planteja la possibilitat de llogar el seu teatre a algun grup o entitat amb capacitat de tornar a oferir una programació teatral. Joaquim Gubern, president de la cooperativa, entra en contacte amb Fabià Puigserver, que, amb uns quants joves companys de professió, acaben 
convencent-lo, a ell i l'assemblea de socis de l'entitat, que són els millors candidats per liderar la nova etapa del teatre.
Acabava de néixer un dels projectes més singulars i renovadors del teatre català contemporani: el Teatre Lliure. L'objectiu era crear un teatre estable per poder-hi desenvolupar integralment tot el procés de creació escènica, a partir d'un equip sòlid de professionals en què cadascú pogués aportar riquesa des del seu àmbit de coneixement. Una característica fonamental del 
model Lliure és la integració, en un mateix espai, dels processos de creació, producció i representació. Aquest fet, juntament amb la necessitat que tots els membres de l'equip s'impliquin en les més diverses tasques del teatre, genera l'energia necessària per tirar endavant un projecte que dia a dia assumeix nous reptes. El col·lectiu inicial, a més de Fabià Puigserver, el formen: Muntsa Alcañiz, Xavier Clot, Imma Colomer, Francesc Espluga, Joan Ferrer, Lluís Homar, Carles Jorge, Quim Lecina, Anna Lizaran, Josep Minguell, Lluís Pasqual i Sánchez, Pere Planella, Joan Ponce, Domènec Reixach i Felipe, Fermí Reixach, Josep Ros Ribas, Antoni Sevilla i Carlota Soldevila.
El públic és una de les claus del nou espai. L'antic teatre a la italiana es converteix en una sala oberta, completament lliure, en la qual es poden crear diferents àmbits escènics segons cada muntatge, per integrar els espectadors.
La programació, elaborada a partir dels interessos i les motivacions de l'equip de treball, però també de la resposta del públic, inclou muntatges teatrals, però també de dansa, així com concerts. Es tracta d'un model de programació radicalment renovador i que agrada al públic.
La formació d'un equip de treball estable amb uns objectius homogenis compromesos amb una societat i amb uns criteris ètics, i la dedicació exclusiva, juntament amb uns espectacles dirigits a nous públics en un marc democràtic, són els puntals de la continuïtat del Teatre Lliure.
La incidència del “model Lliure” va ser considerable durant els anys de la transició política, marcats per un accelerat procés de professionalització al costat de la lluita reivindicativa i la reclamació de nous projectes, perspectives i equipaments. Però, sobretot, la crítica i els historiadors han destacat el salt qualitatiu que van representar les produccions del Teatre Lliure. L'elecció dels textos, el rigor de les posades en escena i el conjunt del fet teatral, tot plegat, va convertir el Teatre Lliure en un referent escènic de primer nivell. En aquest marc, cal destacar el paper de Fabià Puigserver, però 
també el del conjunt de l'equip del Teatre Lliure, així com el de multitud de col·laboradors i, en definitiva, el d'una generació de creadors i intèrprets que han contribuït de forma decisiva a la modernització del teatre català contemporani.

### Darrers anys
Deu anys després de la fundació del Teatre Lliure, a Gràcia, l'èxit i la consolidació del projecte fan plantejar la necessitat d'un nou espai, més ampli, amb una capacitat més gran i on es pogués desplegar tota l'activitat relacionada amb la producció dels espectacles (incloent-hi els espais de taller i magatzem). Paral·lelament, i per tal d'assegurar la viabilitat del projecte, es proposen noves fórmules organitzatives, que donaran lloc a la Fundació Teatre Lliure – Teatre Públic de Barcelona. El Teatre Lliure es vol convertir en un veritable “teatre públic” (paper que fins llavors ja exercia, però amb un finançament públic molt limitat).
Fabià Puigserver, juntament amb Manuel Núñez Yanowsky, Josep Montanyès i Guillem-Jordi Graells, formen un equip que pretén impulsar la remodelació de la plaça de toros Les Arenes com a nova seu del Teatre Lliure. Aquest espai és desestimat 
per l'Ajuntament de Barcelona en projectar-se l'ampliació de la Fira de Barcelona. A canvi, se'ls ofereix el Palau de l'Agricultura, dins la muntanya de Montjuïc i al quadrant que delimitarà una futura Ciutat del Teatre. A l'abril del 1991 se'n presenta l'avantprojecte arquitectònic, darrer acte públic al qual pot assistir Fabià Puigserver, que mor el 30 de juliol del mateix any.

## Obra

### Obres de teatre que ha dirigit
- Els constructors d'Imperis de Boris Vian (Madrid, 1964)
- La zapatera prodigiosa de Federico García Lorca i La vida es sueño de Pedro Calderón de la Barca (1965)
- Semper nunc (1967)
- Antígona de Jean Anouilh (per a la televisió polonesa, 1967)
- Les noces de Figaro de Beaumarchais (1968)
- Els baixos fons de Maksim Gorki (1969)
- La paz (Madrid, 1970)
- Tot amb patates de Seán O'Casey (1970)
- El retaule del flautista de Jordi Teixidor i Martínez (1971)
- Yerma de Federico García Lorca (1972)
- Bodas de sangre de Federico García Lorca (Berna, 1975)
- Àlias Serrallonga d'Els Joglars, La Setmana Tràgica, Terra Baixa i El rey que rabió (1975)
- Quiriquibú (1976) de Joan Brossa
- Una altra Fedra, si us plau de Salvador Espriu i Castelló (1978)
- M-7 Catalònia d'Els Joglars (1978)
- Medea d'Eurípides (1981)
- Seven Dagers (1982, per al National Ballet of Canada, a Toronto)
- Don Carlo (Madrid, 1984)
- Madre Coraje de Bertolt Brecht (Madrid, 1986)
- La bona persona del Sezuan (1988) de Bertolt Brecht
- Les noces de Fígaro (1989) de Beaumarchais
- Terra baixa (1990) d'Àngel Guimerà.
- Història del soldat (1991) d'Ígor Stravinski/Charles Ferdinand Ramuz
- Mahagonny, de Bertolt Brecht.
- Titus Andrònic, de Shakespeare.
- La nit de les tríbades, de P. O. Enquist.
- Jordi Dandin, de Molière.

## Escenografies
- Primera història d'Esther de Salvador Espriu con dirección de Ricard Salvat (1960)
- Algú a l'altre cap de peça de Manuel de Pedrolo i Molina dirigido por Marla Aurèlia Capmany
- El adefesio de Rafael Alberti Merello con dirección de Mario Gas (1968)
- El retaule del flautista, de Jordi Teixidor (1970).
- Lisístrata d'Aristòfanes por la compañía de Aurora Bautista, con dirección de José Luis Gómez (Madrid, 1972)
- La señorita Julia d'August Strindberg y Canta (Madrid, 1973)
- Canta gallo perseguido de Seán O'Casey (Madrid, 1974) ambas con dirección de Marsillach
- Camí de nit, 1854 (dirección de Pasqual)
- La cacatua verda, de Schnitzler (dirección de Pere Planella)
- Leonci i Lena, de Büchner (Pasqual)
- Hedda Gabler, de lbsen (Planella)
- La vida del rei Eduard II d'Anglaterra, de Marlowe-Brecht (Pasqual, con Josep Marla Flotats de protagonista)
- La bella Helena, de Offenbach/Hacks (Planella)
- Les tres germanes, de Chéjov (Pasqual)
- El balcó, de Genet (Pasqual)

## Exposicions
Des de l'l de desembre de 2011 se li dedica una exposició commemorativa amb el títol Fabià Puigserver, teatre d'art en llibertat, al Centre de Documentació i Museu de les Arts Escèniques, amb seu a l'Institut del Teatre de Barcelona.

## Fons
Al Centre de Documentació i Museu de les Arts Escèniques es conserva el Fons Fabià Puigserver, que va des de l'any 1956 fins al 1991. L'accés és restringits als investigadors. Està format per un Conjunt de documents de l'escenògraf i figurinista, relacionat amb la seva activitat professional, i dibuixos originals d'altres artistes que col·leccionava. 500 esbossos, 300 plànols escenogràfics, 1800 figurins, 250 fotografies, 27 maquetes, 250 dibuixos i pintures, 15 gravats, 20 quaderns.